# Салехард (городской округ)
Салехард или город Салехард — административно-территориальная единица (город окружного значения) и муниципальное образование (городской округ) в составе Ямало-Ненецкого автономного округа Российской Федерации.
Административный центр — город Салехард.

## История
Городом окружного подчинения Салехард стал с 1938 года.
С 28 сентября 1956 года по 5 августа 1975 года рабочий посёлок Лабытнанги находился в административном подчинении Салехардского горсовета.
Городской округ образован законом от 22 июня 2004 года.
11 июня 2024 года в состав городского округа Салехард включён посёлок Горнокнязевск.

## Население
| 1959    | 1970    | 1979    | 1989    | 2002    | 2009    | 2010    |
| ------- | ------- | ------- | ------- | ------- | ------- | ------- |
| 21 787  | ↗32 277 | ↘25 168 | ↗32 555 | ↗37 035 | ↗42 697 | ↗42 845 |
| 2011    | 2012    | 2013    | 2014    | 2015    | 2016    | 2017    |
| ↗43 048 | ↗44 633 | ↗46 949 | ↗48 227 | ↗48 607 | ↗48 756 | ↗48 794 |
| 2018    | 2019    | 2020    | 2021    | 2023    |         |         |
| ↗49 502 | ↗50 350 | ↗51 263 | ↘47 983 | ↗48 693 |         |         |

## Населённые пункты
В состав городского округа входят 3 населённых пункта:
| № | Населённый пункт | Тип населённого пункта | Население |
| - | ---------------- | ---------------------- | --------- |
| 1 | Горнокнязевск    | посёлок                | ↗155      |
| 2 | Пельвож          | посёлок                | ↗74       |
| 3 | Салехард         | город                  | ↗49 486   |